# 多率寺站
多率寺站（：／ Dasolsa yeok */?）是慶全線沿線的一座鐵路車站，位於韓國庆尚南道泗川市昆明面，已於2016年關閉。

## 历史
- 1968年2月7日 - 落成使用[1]。

## 相鄰車站
韓國鐵道公社
慶全線
浣紗－多率寺－北川